# Dominic Lavoie
Pour les articles homonymes, voir Lavoie.
Joseph Gilles Dominic Lavoie (né le 21 novembre 1967 à Montréal dans la province de Québec au Canada) est un joueur professionnel canadien naturalisé autrichien de hockey sur glace. Il évoluait au poste de défenseur.

## Biographie
Après avoir joué au niveau junior dans la LHJMQ pour les Castors de Saint-Jean, il signe avec les Blues de Saint-Louis dans la Ligue nationale de hockey comme agent libre en 1986. Lors des cinq saisons suivantes avec l'organisation des Blues, il joue principalement dans les ligues mineures avec les Rivermen de Peoria et n'a pas joué plus de 13 parties sur une saison avec les Blues.
En 1992, il est réclamé par les Sénateurs d'Ottawa lors du repêchage d'expansion de la LNH, avec lesquels il ne joue que deux parties. Il a également porté les couleurs des Bruins de Boston et des Kings de Los Angeles dans la LNH. Il marque un tour du chapeau à son premier match avec les Kings le 9 octobre 1993 contre les Red Wings de Détroit.
Ne parvenant pas à s'établir dans la LNH, il part pour l'Autriche en 1994 en rejoignant le club du VEU Feldkirch. Après cinq saisons avec le club autrichien, il rejoint les Hannover Scorpions qui évoluent en Allemagne. Il joue trois saisons avec les Scorpions avant de terminer sa carrière en retournant avec l'équipe de Feldkirch.
Sur la scène internationale, il a représenté l'équipe d'Autriche. Il a pris part aux Jeux olympiques d'hiver de 1998 et de 2002.

## Statistiques

### En club
| Saison     | Équipe                 | Ligue          |    | Saison régulière | Saison régulière | Saison régulière | Saison régulière | Saison régulière |   | Séries éliminatoires | Séries éliminatoires | Séries éliminatoires | Séries éliminatoires | Séries éliminatoires |
| Saison     | Équipe                 | Ligue          | PJ | B                | A                | Pts              | Pun              | PJ               | B | A                    | Pts                  | Pun                  |                      |                      |
| 1984-1985  | Castors de Saint-Jean  | LHJMQ          | 30 | 1                | 1                | 2                | 10               | 2                | 0 | 0                    | 0                    | 0                    |                      |                      |
| 1985-1986  | Castors de Saint-Jean  | LHJMQ          | 70 | 12               | 37               | 49               | 99               | 10               | 2 | 3                    | 5                    | 20                   |                      |                      |
| 1986-1987  | Castors de Saint-Jean  | LHJMQ          | 64 | 12               | 42               | 54               | 97               | 8                | 2 | 7                    | 9                    | 2                    |                      |                      |
| 1987-1988  | Rivermen de Peoria     | LIH            | 65 | 7                | 26               | 33               | 54               | 7                | 2 | 2                    | 4                    | 8                    |                      |                      |
| 1988-1989  | Rivermen de Peoria     | LIH            | 69 | 11               | 31               | 42               | 98               | 4                | 0 | 0                    | 0                    | 4                    |                      |                      |
| 1988-1989  | Blues de Saint-Louis   | LNH            | 1  | 0                | 0                | 0                | 0                | -                | - | -                    | -                    | -                    |                      |                      |
| 1989-1990  | Rivermen de Peoria     | LIH            | 58 | 19               | 23               | 42               | 32               | 5                | 2 | 2                    | 4                    | 16                   |                      |                      |
| 1989-1990  | Blues de Saint-Louis   | LNH            | 13 | 1                | 1                | 2                | 16               | -                | - | -                    | -                    | -                    |                      |                      |
| 1990-1991  | Rivermen de Peoria     | LIH            | 46 | 15               | 25               | 40               | 72               | 16               | 5 | 7                    | 12                   | 22                   |                      |                      |
| 1990-1991  | Blues de Saint-Louis   | LNH            | 6  | 1                | 2                | 3                | 2                | -                | - | -                    | -                    | -                    |                      |                      |
| 1991-1992  | Rivermen de Peoria     | LIH            | 58 | 20               | 32               | 52               | 87               | 10               | 3 | 4                    | 7                    | 12                   |                      |                      |
| 1991-1992  | Blues de Saint-Louis   | LNH            | 6  | 0                | 1                | 1                | 10               | -                | - | -                    | -                    | -                    |                      |                      |
| 1992-1993  | Senators de New Haven  | LAH            | 14 | 2                | 7                | 9                | 14               | -                | - | -                    | -                    | -                    |                      |                      |
| 1992-1993  | Sénateurs d'Ottawa     | LNH            | 2  | 0                | 1                | 1                | 0                | -                | - | -                    | -                    | -                    |                      |                      |
| 1992-1993  | Bruins de Boston       | LNH            | 2  | 0                | 0                | 0                | 2                | -                | - | -                    | -                    | -                    |                      |                      |
| 1992-1993  | Bruins de Providence   | LAH            | 53 | 16               | 27               | 43               | 62               | 6                | 1 | 2                    | 3                    | 24                   |                      |                      |
| 1993-1994  | Kings de Los Angeles   | LNH            | 8  | 3                | 3                | 6                | 2                | -                | - | -                    | -                    | -                    |                      |                      |
| 1993-1994  | Roadrunners de Phoenix | LIH            | 58 | 20               | 33               | 53               | 70               | -                | - | -                    | -                    | -                    |                      |                      |
| 1993-1994  | Gulls de San Diego     | LIH            | 9  | 2                | 2                | 4                | 12               | 8                | 1 | 0                    | 1                    | 20                   |                      |                      |
| 1994-1995  | VEU Feldkirch          | Eishockey Liga | 41 | 16               | 19               | 35               | 125              | -                | - | -                    | -                    | -                    |                      |                      |
| 1995-1996  | VEU Feldkirch          | Eishockey Liga | 35 | 20               | 33               | 53               | 75               | -                | - | -                    | -                    | -                    |                      |                      |
| 1996-1997  | VEU Feldkirch          | Eishockey Liga | 54 | 20               | 33               | 53               | 75               | -                | - | -                    | -                    | -                    |                      |                      |
| 1997-1998  | VEU Feldkirch          | Eishockey Liga | 36 | 13               | 13               | 26               | 26               | -                | - | -                    | -                    | -                    |                      |                      |
| 1998-1999  | VEU Feldkirch          | Eishockey Liga | 49 | 16               | 23               | 46               | 40               | -                | - | -                    | -                    | -                    |                      |                      |
| 1999-2000  | Hannover Scorpions     | DEL            | 55 | 19               | 21               | 40               | 120              | 12               | 6 | 12                   | 18                   | 2                    |                      |                      |
| 2000-2001  | Hannover Scorpions     | DEL            | 59 | 8                | 24               | 32               | 86               | 6                | 3 | 0                    | 3                    | 12                   |                      |                      |
| 2001-2002  | Hannover Scorpions     | DEL            | 57 | 12               | 27               | 39               | 56               | -                | - | -                    | -                    | -                    |                      |                      |
| 2002-2003  | VEU Feldkirch          | Eishockey Liga | 45 | 12               | 31               | 43               | 78               | 3                | 0 | 1                    | 1                    | 4                    |                      |                      |
| 2003-2004  | VEU Feldkirch          | Eishockey Liga | 40 | 2                | 9                | 11               | 40               | -                | - | -                    | -                    | -                    |                      |                      |
|            |                        |                |    |                  |                  |                  |                  |                  |   |                      |                      |                      |                      |                      |
| 2010-2011  | VEU Feldkirch          | Nationalliga   | 3  | 2                | 0                | 2                | 2                | -                | - | -                    | -                    | -                    |                      |                      |
| Totaux LNH | Totaux LNH             | Totaux LNH     | 38 | 5                | 8                | 13               | 32               | -                | - | -                    | -                    | -                    |                      |                      |

### En équipe nationale
| Année | Équipe   | Compétition             |   | PJ | B | A | Pts | Pun       |  | Résultat |
| 1998  | Autriche | Jeux olympiques         | 4 | 5  | 1 | 6 | 8   | 14e place |  |          |
| 1999  | Autriche | Championnat du monde    | 6 | 2  | 0 | 2 | 8   | 10e place |  |          |
| 2000  | Autriche | Championnat du monde    | 6 | 0  | 1 | 1 | 12  | 13e place |  |          |
| 2001  | Autriche | Qualification olympique | 3 | 0  | 1 | 1 | 10  | Qualifié  |  |          |
| 2001  | Autriche | Championnat du monde    | 6 | 0  | 0 | 0 | 14  | 11e place |  |          |
| 2002  | Autriche | Jeux olympiques         | 4 | 0  | 1 | 1 | 2   | 12e place |  |          |
| 2002  | Autriche | Championnat du monde    | 6 | 1  | 4 | 5 | 12  | 12e place |  |          |

## Trophées et honneurs personnels
- 1990-1991 : 
  - champion de la Coupe Turner avec les Rivermen de Peoria.
  - nommé dans la première équipe d'étoiles de la LIH.
- 1991-1992 : nommé dans la deuxième équipe d'étoiles de la LIH.